# Giovanni Marco Rutini
Giovanni Marco Rutini (ur. 25 kwietnia 1723 we Florencji, zm. 22 grudnia 1797 tamże) – włoski kompozytor.

## Życiorys
W latach 1739–1744 kształcił się w Conservatorio della Pietà dei Turchini w Neapolu, gdzie jego nauczycielami byli Leonardo Leo (kompozycja), Nicola Fago (klawesyn) i Vitoantonio Pagliarulo (skrzypce). Od 1748 do 1757 roku przebywał w Pradze, gdzie wystawiał swoje opery w teatrze Giovanniego Battisty Locatellego i uczył gry na klawesynie w domach niemieckiej arystokracji. W 1757 roku wyjechał do Petersburga, gdzie był dyrygentem orkiestry hrabiego Szeremietiewa i uczył gry na klawesynie przyszłą carycę Katarzynę II. W 1761 roku wrócił do Włoch. W 1762 roku został wybrany na członka Accademia Filarmonica w Bolonii. Wystawiał swoje opery w Cremonie, Wenecji, Genui i Livorno. W 1769 roku otrzymał tytuł kapelmistrza dworu książęcego w Modenie.

## Twórczość
Tworzył muzykę operową i instrumentalną, był przedstawicielem szkoły neapolitańskiej. Początkowo tworzył w stylu galant. Przyczynił się do rozwoju klasycznej sonaty klawiszowej i przejścia z sonaty klawesynowej do fortepianowej, jego dokonania na tym polu wyprzedzają stylistycznie wczesne dzieła fortepianowe Haydna i Mozarta. Jego sonaty mają przeważnie 2- lub 3-częściową budowę, większość utrzymana jest w tempie umiarkowanym i szybkim, w roli finału stosowana jest najczęściej gigue lub menuet.

## Wybrane kompozycje
(na podstawie materiałów źródłowych)

### Opery
- Alessandro nell’Indie (wyst. Praga 1750)
- Semiramide (wyst. Praga 1752, wersja zrewid. wyst. Drezno 1780)
- Il retiro degli dei (wyst. Petersburg 1757)
- In negligente (wyst. Petersburg 1758)
- Il caffè di campagna (wyst. Bolonia 1762)
- I matrimoni in maschera (wyst. Cremona 1763)
- Ezio (wyst. Florencja 1763)
- L’olandese in Italia (wyst. Florencja 1765)
- L’amore industrioso (wyst. Wenecja 1765)
- Il contadino invicilito (wyst. Florencja 1766)
- Le contese domestiche (wyst. Florencja 1766)
- L’ amor tra l’armi (wyst. Siena 1768)
- Faloppa mercante (wyst. Florencja 1769)
- La Nitteti (wyst. Modena 1770)
- L’amor per rigiro (wyst. Poggio a Caiano 1773)
- Vologeso re de’ Parti (wyst. Florencja 1775)
- Sicontecal (wyst. Turyn 1776; wersja zrewid. pt. Zulima wyst. Florencja 1777)
- Il finto amante (wyst. Pistoia 1776)

### Utwory instrumentalne
- ponad 80 sonat klawesynowych (1748–1786)
- 12 divertimenti facili e brevi na klawesyn na 4 ręce lub harfę i klawesyn (1793)
- Rondò na fortepian i orkiestrę ad libitum (1797)

### Utwory wokalno-instrumentalne
- kantata solowa z orkiestrą smyczkową No, non turbati o Nice (1754)
- kantata solowa z orkiestrą smyczkową Lavinia e Turno (1756)
- kantata solowa z orkiestrą smyczkową Grazie a gl’inganni tuoi (1758)
- kantata solowa z orkiestrą smyczkową Genii, gloria, virtù (1764)
- kantata solowa z orkiestrą smyczkową Clori amabile ti desti (1774)